# Anik A1

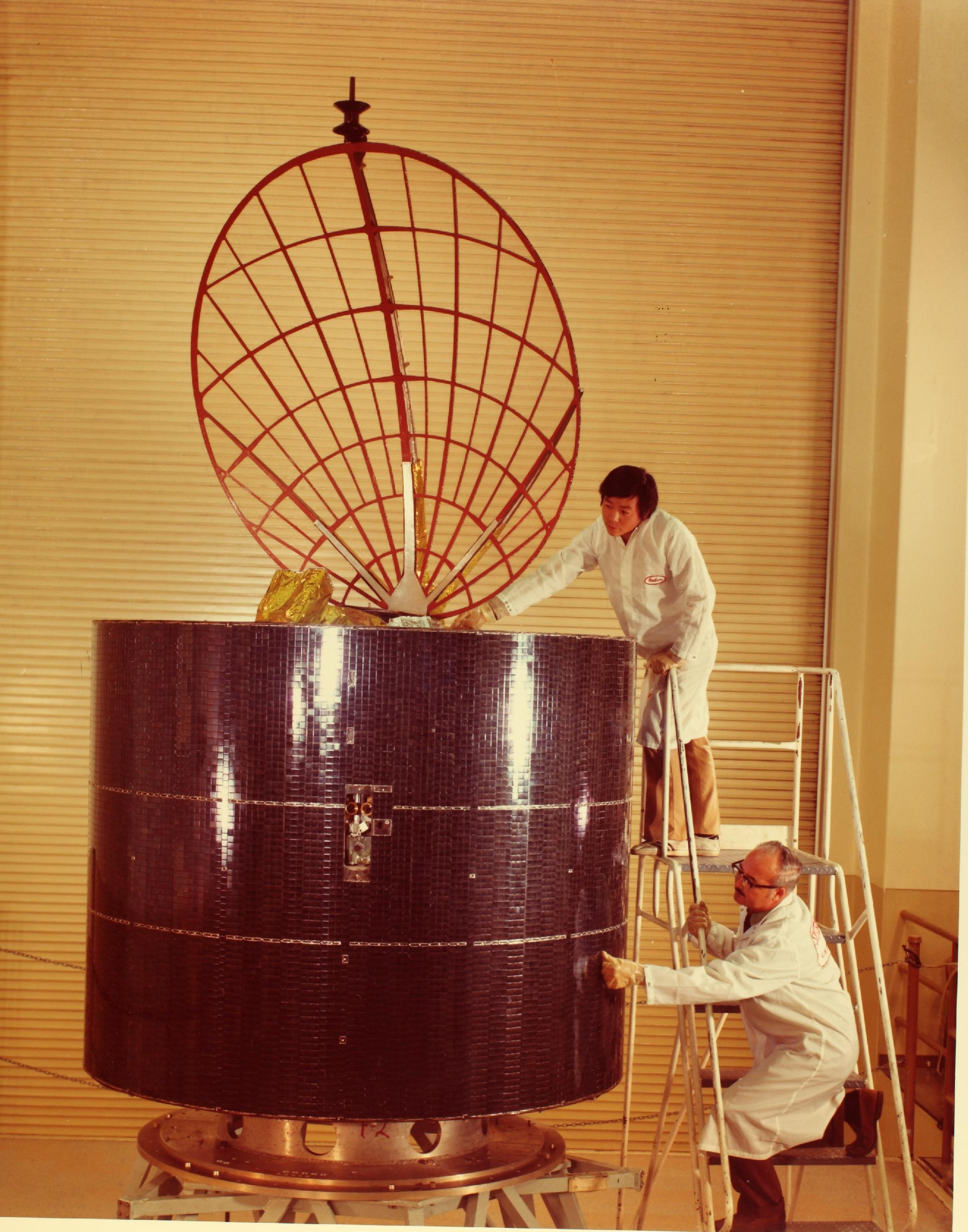
Inspektion von Anik (A1 oder A2), 1972–1973

Anik A1 zählt zu den ersten Generationen der erdsynchronen Telekommunikationssatelliten, die von Hughes Aircraft gebaut wurde und an das kanadische Unternehmen Telesat Canada ausgeliefert wurde.

## Geschichte
Der Satellit wurde am 9. November 1972 vom Cape Canaveral in Florida mit einer Delta-Trägerrakete in eine geostationäre Erdumlaufbahn gebracht. Der Satellit war für eine Betriebsdauer von mindestens sieben Jahren ausgelegt und wurde bis zum 15. Juli 1982 betrieben.

## Empfang
Mit diesem Satelliten war es möglich, ganz Kanada von Neufundland bis nach Alaska mit Telefon- und Fernsehsignalen zu versorgen. Der Satellit hatte 12 C-Band-Transponder an Bord,  mit denen es möglich war 12 Farbfernsehkanäle zu übertragen.